# Lindita Halimi
Linda Halimi (Vitina, Kosovo, RFS de Yugoslavia, 24 de marzo de 1989), conocida artísticamente como Lindita, es una cantante kosovar. Saltó a la fama cuando participó en programas como Albanian Idol o “Top Fest”, y años más tarde, en American Idol. Tras ganar el quincuagésimo quinto Festivali i Këngës, fue elegida como representante de Albania en el Festival de la Canción de Eurovisión 2017 con su canción, «Botë».

## Biografía
Nacida en la ciudad kosovar de Vitina el día 24 de marzo de 1989, durante la época de la República Federativa Socialista de Yugoslavia (RFS de Yugoslavia o RFSY).
Es descendiente de una familia de origen albanés.
Se introdujo en el mundo de la música cuando empezó a asistir a una escuela musical en Gnjilane, en la cual estuvo estudiando teoría musical, canto y piano.
Ya en 2003 inició su trayectoria profesional y más tarde en 2007, concursó en la versión albanesa del talent show Idols ("Albanian Idol"), donde llegó a ser finalista.
Luego junto a más personas fundaron la banda "Ngroba".
Durante todo este tiempo como banda, han logrado ganar diversos premios y reconocimientos tanto a nivel municipal, como nacional e internacional.
En el 2009 quiso continuar con su carrera en solitario y cabe destacar que durante ese año, también ha ido cosechando diversos premios como el de la competición Top Fest; el premio a la mejor canción de rock en el famoso Festival Kenga Magjike y en el Kosovo Sings, en los cuales utilizó su canción titulada "Te Dua Vertet".
Más tarde tomó la decisión de querer darse más a conocer y para ello se puso a aprender inglés de manera autodidacta, uniéndolo junto a los que ella ya habla fluidamente como el alemán, albanés, croata y español.
Al aprender inglés, en el mes de febrero de 2013 se trasladó hacia los Estados Unidos y allí aparte de su labor musical, estuvo trabajando como entrenadora personal y además contrajo matrimonio.
Tras este cambio de vida radical, decidió participar en la última edición del concurso American Idol, pero sin embargo no logró situarse entre los 24 primeros.
En diciembre de 2014 marchó a Albania para presentarse a la 52 Edición del Festivali i Këngës con la canción "S'të fal" y quedó en tercera posición.
Se volvió a presentar al 55 Festivali i Këngës, en el cual obtuvo un total de 85 puntos en la gran final del día 23 de diciembre de 2016 y lo que le otorgó la victoria con la canción "Botë" y como tal, fue elegida como la persona encargada de representar a Albania en el Festival de la Canción de Eurovisión 2017 que se celebró en la ciudad de Kiev, Ucrania, sin embargo, no se clasificó a la final.

## Discografía

### Sencillos
- "Ëndërroja"
- "Të dua vërtet"
- "All Mine" (feat. Nora Istrefi and Big D)
- "Ndihmë"
- "S'të fal"
- "Cold World"
- "Botë"
- "Rock Whine"
- "Miërda"
- "Gur"
- "In The Air"
- "Zakil Gorri"

## Premios y nominaciones
| Año  | Evento                  | Categoría              | Canción                       | Resultado |
| ---- | ----------------------- | ---------------------- | ----------------------------- | --------- |
| 2009 | Top Fest                | Main Competition       | "Enderroja"                   | Ganadora  |
| 2009 | Kenga magjike           | Mejor canción de rock  | "Të dua vërtet"               | Ganadora  |
| 2010 | Nota Fest               | Mejores actuaciones    | "Supa Dupa Fly" (feat. Big D) | Ganadora  |
| 2010 | Nota Fest               | Main Competition       | "Supa Dupa Fly" (feat. Big D) | Nominada  |
| 2011 | Zhurma Show Awards 2011 | Mejor canción de danza | "Kohen do ta ndal"            | Nominada  |
| 2014 | Festivali i Këngës 53   | Main Competition       | "S'të fal"                    |           |
| 2016 | Festivali i Këngës 55   | Main Competition       | "Botë"                        | Ganadora  |